# Абхиная
Абхина́я — концепция натьи, унаследованная в индийских танцах и драме, определяющая способы мимического выражения. Термин  впервые встречается в  «Натьяшастре» Бхараты. Хотя теперь слово и стало означать «искусство выражения», этимологически оно происходит от двух санскритских слов: abhi — «к, по отношению к кому-либо»; и nii — «ведущий или направляющий». Буквально переводится как «ведущий по отношению к» (раса (rasa) — «ведущий аудиторию к настроению»).
Помимо того, что абхиная сильно повлияла на драматические традиции, она также является неотъемлемой частью классических индийских танцев, все из которых имеют собственные отличительные признаки аспектов мимического выражения в определённых композициях, например, таких как изображение повседневной жизни или религиозные произведения.

## Локадхарми-абхиная и Натьядхарми-абхиная

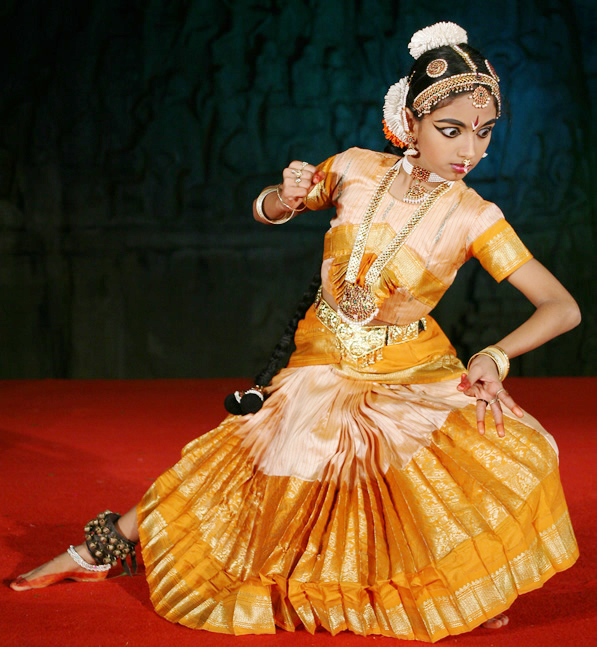
Танцовщица исполняет абхинаю.

Абхиная подразделяется на два вида: натьядхарми-абхиная (natyadharmi abhinaya) и локадхарми-абхиная (lokadharmi abhinaya). Первый вид представляет собой поэтическое и стилистическое в природе, следующий определённым порядком представления эмоций и выражений, принадлежащий к обычаям сцены, который, кажется, имеет больший артистизм, благодаря взятию чего-либо из природной жизни и показ этого стилизованным способом. Локадхарми-абхиная, наоборот, реалистична и нестилизована, содержит в себе более естественные выражения и движения, которые случаются в обыденной жизни. Зачастую, это крайне сложно, так как возможности для интерпретации эмоций или поэзии — бесконечны.

## Четыре компонента абхинаи
Абхиная в дальнейшем может быть разделена на 4 категории, как это принято в Натья-шастре.

## Ангика-абхиная
Ангика-абхиная (Āṅgika Abhinaya) связана с движением тела, как положение, может быть выражено движением анги (anga) или конечностей, который включает в себя также выражения лица. Существуют различные школы абхинаи, в которых выражения могут варьироваться от преувеличения к преуменьшению, от небрежного к совершенному. Ангика-абхиная имеет две формы: падартха-абхиная (Padartha abhinaya) (где артист обрисовывает каждое слово лирики жестами и выражениями) и вакьяртха-абхиная (Vaakyartha abhinaya) (где исполнитель выражает эмоции куплетами и изречениями).

## Вачика-абхиная

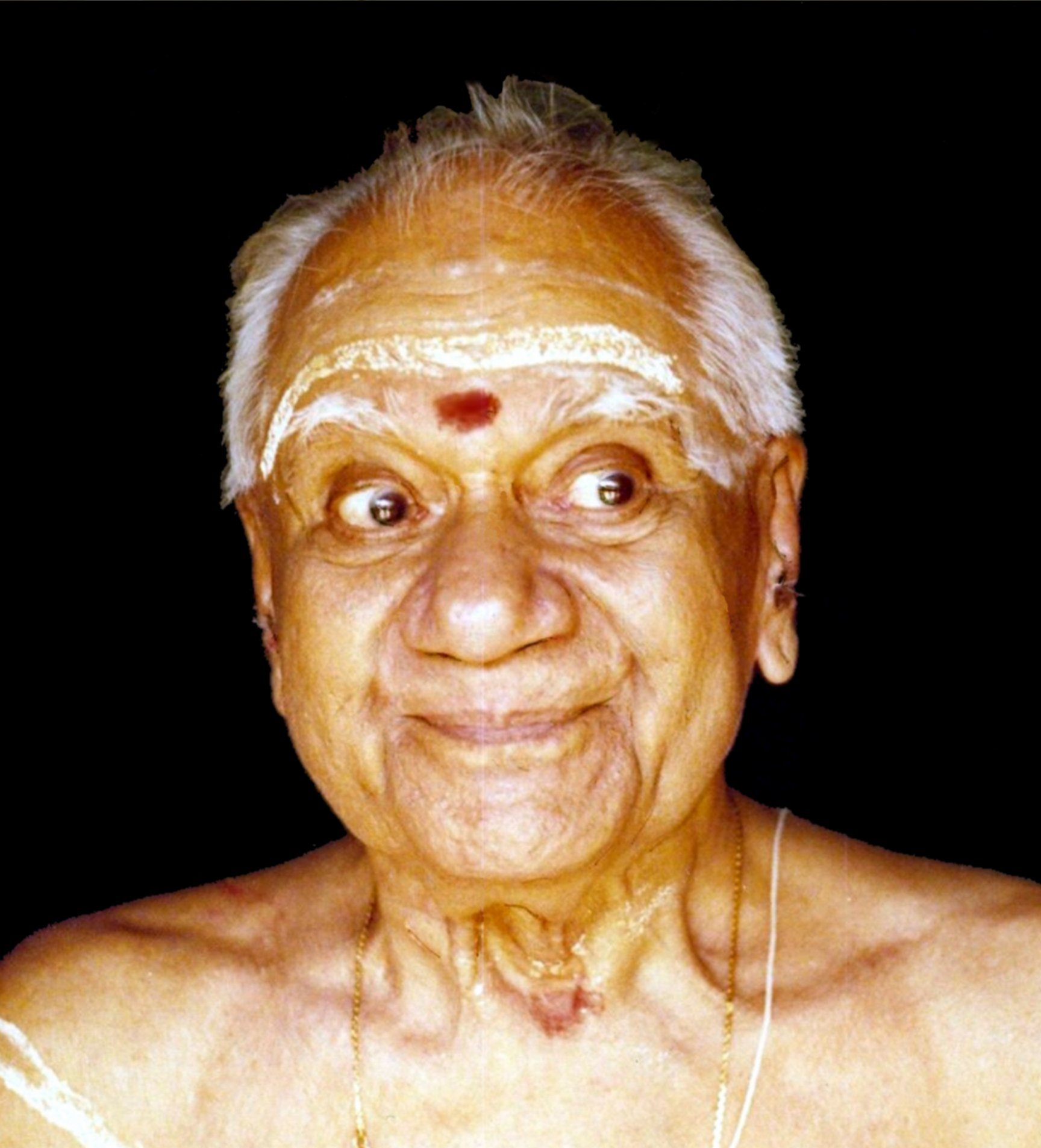
Гуру «Натьячарьи» (Nātyācārya) Мани Мадхава Чакьяр (Māni Mādhava Chākyār) исполняет Саттвику-абхинаю (Sāttvika Abhinaya) (Срингара-раса (Sringāra Rasa)).

Вачика-абхиная (Vāchika Abhinaya), как выражение, исполняется через речь. Очевидно, что таким образом, помимо драмы, вачика-абхиная используется и в музыке, где певец или певица выражает эмоции через своё пение. Следы вачики-абхинаи сохранены в кучипуди и мелаттурском (melattur) стиле бхаратанатьям, где танцоры часто говорят слова песен, чтобы поддержать падартху-абхинаю (Padartha abhinaya). На сценах в Керале по-прежнему есть формы искусства, в которых вачика-абхиная является господствующим компонентом. Кудияттам, нагьяр-кутху ( Nangyar Koothu), оттан (Ottan), ситанган и параян (Seetangan & Parayan) — три типа тхуллала (Thullal), медиетту (Mudiyettu) являются наиболее популярными.

## Ахарья-абхиная
Ахарья-абхиная (Āhārya Abhinaya) является средством представления игры через костюмы и украшения актёров и театра. В драме и танцевальной драме, костюмы различаются по полу, национальности, классу или социальному положению персонажей, дающие представление некого подобия реальности. Декорации на сцене театра, включающие в себя свет и украшения, относящиеся к сцене изображения, в которой усиливается раса между аудиторией и артистами, которая также попадает под эту категорию.
Ахарья-абхиная очень заметна в катхакали, где есть полностью различные платья и макияжи для четырёх разных персонажей, например, хорошие персонажи имеют пачкха-вешам (packha vesham) (зелёный грим), тогда как демоны и злые персонажи имеют кати-вешам (kati vesham), в котором нос раскрашен красным цветом. Но в сольных танцевальных исполнениях ахарья-абхиная является обычаем.

## Саттвика-абхиная
Саттвику-абхинаю (Sāttvika Abhinaya) часто путают с выражением лица, который принадлежит к ангике-абхинае. Саттвика-абхиная — это умственное послание, эмоция или изображение, которая связана с аудиторией через исполнение внутренних эмоций. Танцоры и актёры должны использовать собственные переживания, из которых некоторые будут подлинными, чтобы таким образом привлечь аудиторию и уловить чуткий ответ. Примерами саттвики-абхинаи можно считать неподвижность, появление пота, мурашки, изменение голоса, дрожание, изменение цвета, слёзы и обморок.